# Albarine
Albarine – rzeka we Francji, przepływająca przez teren departamentu Ain, o długości 59,4 km. Stanowi dopływ rzeki Ain.